# Żywice jonowymienne (leki)
Żywice jonowymienne – (ATC: V04 CG01) grupa leków stosowanych w hipercholesterolemii. Leki z tej grupy wiążą w jelicie kwasy żółciowe, zmniejszając ich transport zwrotny do wątroby, co prowadzi do zmniejszenia poziomu cholesterolu w hepatocytach i zwiększenia ekspresji receptora LDL. Więcej receptorów LDL na powierzchni hepatocytów prowadzi do wzmożenia usuwania cząsteczek LDL-C z krwi i obniżenia poziomu tej frakcji cholesterolu w osoczu. 
Należą tu:
- kolestypol
- cholestyramina
- kolesewelam